# 克里姆普利卡
47°27′23″N 29°38′42″E / 47.45639°N 29.64500°E
克里姆普利卡（烏克蘭語：Кримпулька）是位於烏克蘭西南部的村莊，由敖德萨州羅茲季利納區的扎哈里夫卡市鎮負責管轄。該村始建於1849年，面積0.62平方公里，海拔高度133米，2001年人口39，人口密度每平方公里62.9人。